# Morawica (Święty Krzyż)
Morawica is een dorp in het Poolse woiwodschap Święty Krzyż, in het district Kielecki. De plaats maakt deel uit van de gemeente Morawica en telt 1400 inwoners.